# کابوس (ترانه هالزی)
«کابوس» (به انگلیسی: Nightmare) نام ترانه‌ای از خوانندهٔ آمریکایی هالزی است که در ۱۷ مه ۲۰۱۹ منتشر گردید و در ۲۱ مهٔ ۲۰۱۹ به بالای ۴۰ رادیو در کپیتال رکوردز فرستاده شد. این ترانه به همراه تهیه‌کنندگان آن بنی بلانکو، کشمر کت و هپی پرز نوشته شده‌است. موزیک ویدئو، با کارگردانی هانا لوکس دیویس، در همان روز با انتشار آن پخش شد.

## موزیک ویدئو
موزیک ویدئو برای «کابوس» در ۱۶ مهٔ ۲۰۱۹ در یوتیوب به نمایش درآمد، با کارگردانی هانا لوکس دیویس، ویدئو همراه با شخصیت‌هایی همچون کارا دلوین، دبی هری، رایان دستینی و سوکی واترهاوس نمایش داده شد.